# 施利珀灣

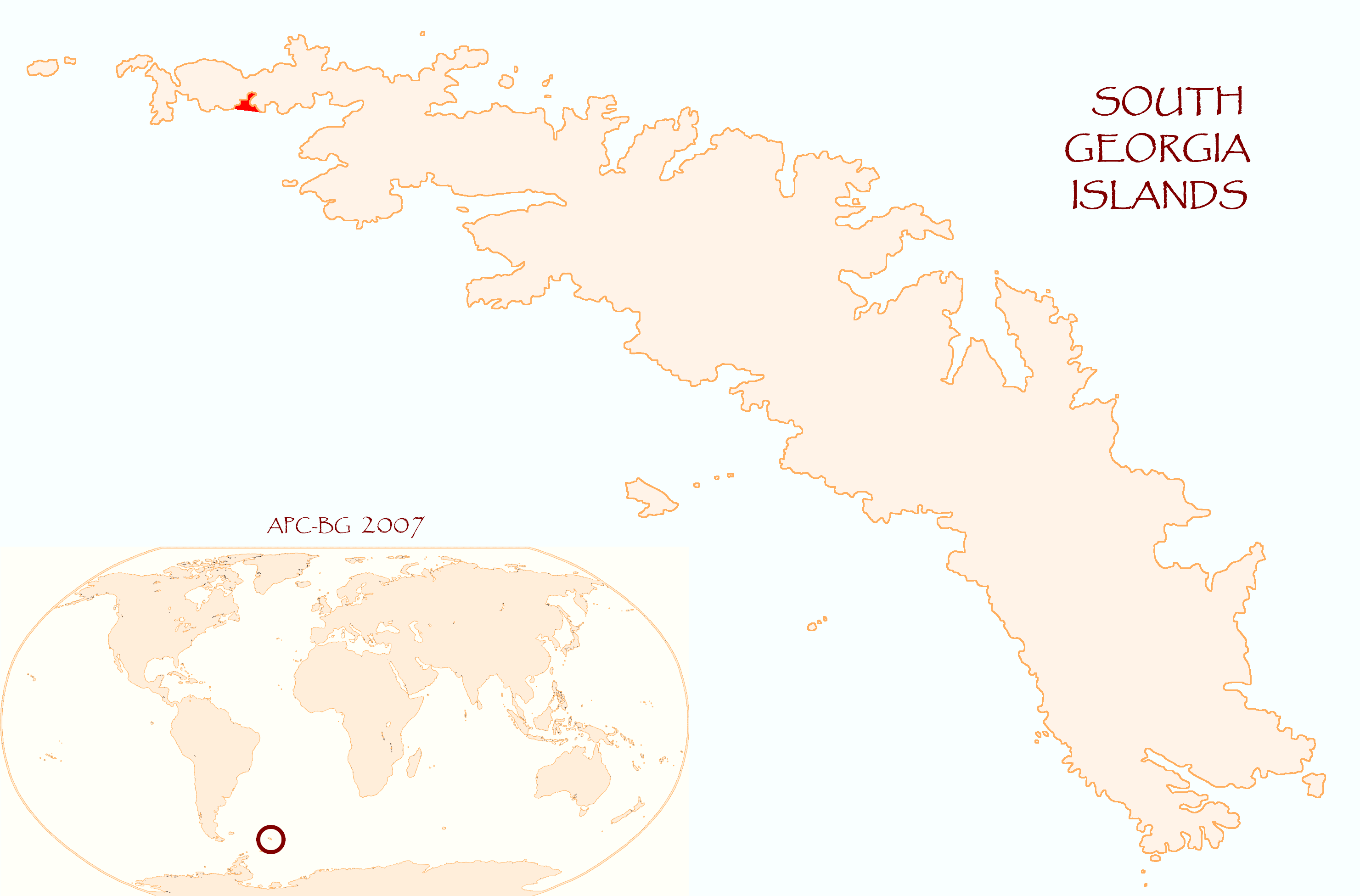
施利珀灣在南喬治亞島的位置

施利珀灣（英語：Schlieper Bay）是英國海外領土南喬治亞與南桑威奇群島的海灣，位於南喬治亞島南岸，處於羅梅羅夫角和威德爾角之間，寬1.6公里。